# 肖克利半導體實驗室
肖克利半導體實驗室（英語：Shockley Semiconductor Laboratory），是貝克曼儀器公司的一個部門， 是第一個為經營製造半導體裝置所設立的機構，後來發展演變為眾所周知的矽谷。1957年時，8位頂尖的科學家離開了實驗室，成立快捷半導體公司，造成實驗室無法彌補的損失。實驗室在1960年時被克利維特公司買下，在1968年被賣到ITT公司後正式關閉。離開公司的工程師們依舊留在這個地區從事同樣的工作；很快的，在舊金山灣區建立起完整的工業。

## 肖克利回到加州
威廉·肖克利在加州理工學院完成攻讀他的學士學位後，移居到東部在麻省理工學院取得了博士學位 。1936年畢業後立刻開始在貝爾實驗室工作。從1930年代到1940年代，他從事電子裝置工作並致力於半導體材料。這促使了1947年他與工作夥伴：約翰·巴丁、沃爾特·布喇頓，還有其他人，創造出第一個電晶體。從1950年代早期，一連串的事件使得肖克利對於貝爾實驗室的管理方式逐漸不適應，特別是在電晶體的專利上，貝爾實驗室將巴丁及布喇頓的名字列在他的前面，讓他感覺受到忽視。然而，眾多因素之一是，與他一起工作的人，提出對肖克利不近人情管理方式的建議，這個原因使他常常在公司內部晉升上遭到略過。這些因素嚴重到令他在1953年時，取得短暫的工作假期並且回到加州理工學院擔任客座教授。
在這裡肖克利遇見了在1934年發明pH測量計的阿諾德·奧維爾·貝克曼並建立友誼。在此期間，肖克利確信了矽的自然特性終將取代鍺而成為電晶體結構中的主要材料。德州儀器已在近期開始生產矽電晶體(於1954年)，然而肖克利認為他可以做一個更好的。貝克曼同意肖克利在他的公司，貝克曼儀器公司，的保護傘下，在這個地區繼續努力舊有的工作。可是，肖克利的母親再次並且常常生病，於是他決定住在離他母親位於帕羅奧圖房子的附近。
1956年在靠近山景城附近，肖克利半導體實驗室開辦小型商店事業。初期他嘗試從貝爾實驗室雇用與他同類型的工作者，但是沒有人想離開東岸，而且還是最高科技的研究中心。取而代之的是，他組織了一個年輕科學家與工程師的團隊，並且訂定關於設計可以用來生產單晶矽棒的新型長晶系統的計劃。於此同時，矽的高熔點特性賦予了艱鉅的前途。

## 肖克利二極體
肖克利在持續研究電晶體時，被使用四層裝置（均為電晶體）的靈感所啟發，而這個裝置可能會有不需要進一步控制輸入端就可以鎖定進入“開”或“開”狀態的新穎特質。
類似的電路需要若干個電晶體，一般是三個，所以對於大型的開關網路，新的二極體可以大幅降低複雜性。這個四層二極體就是現在所稱的肖克利二極體。
肖克利確信這個新型裝置會成為如電晶體般的重要，所以對於整個計劃保密，即使在公司內部也不例外。這導致了逐漸增加的偏執行為；一個著名的事件是，他被一個祕書斷指是用來傷害他的計謀所說服，於是下達命令對公司內的所有人使用測謊機。這與肖克利優柔寡斷的計劃管理方式互相結合；有時候他會覺得將基本的電晶體立刻導入生產是最重要的，而不注重肖克利二極體計劃是因為要製作“完美”的生產系統。

## 八叛逆
最終一群年輕的員工越級肖克利，向阿諾德·貝克曼要求有人能取代肖克利的管理角色。貝克曼起初顯露傾向於同意他們的要求，但是隨著時間的推移，一系列的決策都顯示貝克曼是站在肖克利同一邊，使得最終無法得到改變是非常清楚的。厭倦之餘，這個小組轉而尋求謝爾曼·費爾柴爾德主掌的仙童攝影器材的支持，這是間擁有軍方合約的美國東部公司。1957年，快捷半導體創始於製做矽電晶體的計劃上。肖克利曾表示他們是“八叛逆”，分別是朱利亞斯·布蘭克、維克多·格里尼克、金·赫爾尼、尤金·克萊爾、傑·拉斯特、高登·摩爾、羅伯特·諾伊斯和謝爾頓·羅伯茨等8人。
這8人後來離開快捷去創辦他們自己的公司，之中有英特爾、超微半導體，還有其他超過20年的期間，65家不同的公司被第一代或者第二代創建於矽谷中，多可追溯到肖克利半導體的團隊。
肖克利不曾利用管理來取得四層二極體在商業上的成功，儘管他制訂出許多技術細節並且於1960年代全面生產。積體電路的出現允許了需要用數個電晶體來製作的開關，實現整合在單一"晶片"上，因此，終止了肖克利的設計中元件數量的優勢。不過，公司裡真的還有一些其他成功的計劃，包含第一個太陽能電池的堅實理論研究，開發出具有前景並將基礎矽太陽能電池的效能上限提升到30%的肖克利-奎塞爾極限。

## 外部連結

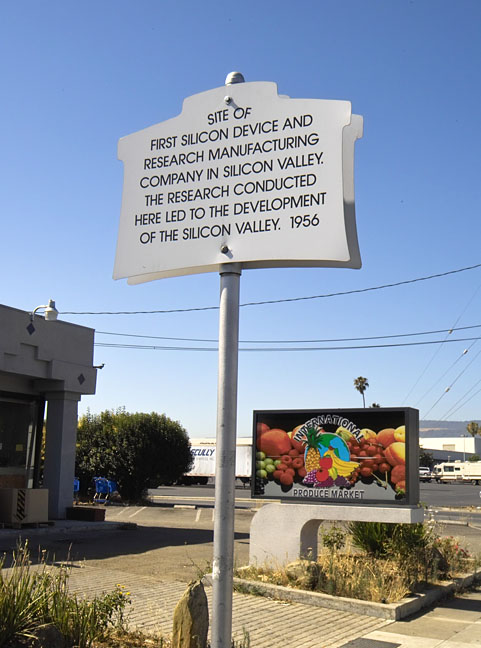
原來的肖克利大樓位於加州山景市聖安東尼奧路391號，在2006年時是一個街頭市集。

- （英文）Interview with Adolf Goetzberger （页面存档备份，存于） a Shockley alumnus hired after mass resignations from Shockley Semiconductor.

37°24′18″N 122°06′39″W / 37.4049544°N 122.1109664°W